# XML Shareable Playlist Format
XML Shareable Playlist Format (XSPF, gesprochen „spiff“, zu Deutsch etwa Gemeinsam benutzbares Wiedergabelistenformat in XML) ist ein Dateiformat für Wiedergabelisten digitaler Medien auf Basis von XML, das mit Hilfe der Xiph.Org Foundation entwickelt wurde.
XSPF ist ein Datenformat für Wiedergabelisten für PC oder mobile Wiedergabegeräte. Es soll die Austauschbarkeit gewährleisten, Wiedergabelisten sollen nicht an ein Gerät gebunden sein.

## Merkmale
- ein Format für Wiedergabelisten vergleichbar M3U oder ASX
- der MIME Content-Type ist application/xspf+xml
- patentfrei (keine Patentansprüche der Hauptautoren)
- die Spezifikation steht unter der Creative-Commons-Lizenz by-nd
- XML
- Unicode-Unterstützung
- plattformunabhängige Unterstützung

## Geschichte
XSPF wurde von einer Arbeitsgruppe entwickelt, die im Februar 2004 ihre Arbeit aufnahm und im folgenden April im Wesentlichen Konsens über den Entwurf zu Version 0 erreichte. Im Laufe des Sommers und Herbstes des Jahres wurde an Umsetzungen und Feinschliff gearbeitet und im Januar 2005 das Ergebnis zu Version 1 erklärt.
XSPF ist noch kein Internetstandard und auch nicht Gegenstand einer Empfehlung mit Standardcharakter.

## Spezifikation
Eine detaillierte Dokumentation in englischer Sprache findet sich auf der offiziellen Webseite in der XSPF Version 1 specification.

## Beispiel einer XSPF 1.0-Wiedergabeliste
```
<?xml version="1.0" encoding="UTF-8"?>

<playlist
 
version=
"1"
 
xmlns=
"http://xspf.org/ns/0/"
>

  
<trackList>

    
<track>

      
<title>
Nobody
 
Move,
 
Nobody
 
Get
 
Hurt
</title>

      
<creator>
We
 
Are
 
Scientists
</creator>

      
<location>
file:///mp3s/titel_1.mp3
</location>

    
</track>

    
<track>

      
<title>
See
 
The
 
World
</title>

      
<creator>
The
 
Kooks
</creator>

      
<location>
http://www.example.org/musik/world.ogg
</location>

    
</track>

  
</trackList>

</playlist>

```

## Auflösung verzeichneter Inhalte
Traditionell setzten sich Wiedergabelisten aus Dateipfaden zusammen, die auf einzelne Titel verwiesen. Das erlaubte die lokale Wiedergabe der Liste auf einem Gerät oder eventuell auf mehreren, sofern die Einträge eine URL waren, die mehreren Geräten zur Verfügung standen. Mit XSPF erweiterten die Möglichkeiten der Portabilität von Wiedergabelisten durch die Einführung der neuen Technik der content resolution.
Einfach gesagt handelt es sich um die automatisierte Erstellung einer lokalen Liste anhand von Metadaten der Inhalte, die in Frage kommen. Ein content resolver öffnet eine XSPF-Wiedergabeliste und durchsucht einen Katalog anhand von <creator>-, <album>- und <title>-Tags nach vorhandenen passenden Titeln und erstellt daraus die lokale Liste. Der durchsuchte Katalog kann eine lokale Sammlung, einen Onlinedienst oder ein anderes Archiv abbilden. So sind Wiedergabelisten möglich, die nicht an eine bestimmte Sammlung, Sortierung, oder einen bestimmten Dienst gebunden sind.

## Software
- libSpiff (XSPF-Bibliothek in C++)
- Amarok
- VLC media player (plattformübergreifend verfügbares, eigenständiges Medienwiedergabeprogramm)
- Clipland Playlists (onDemand Video-Playlisten auch als XSPF)
- PHP4XSPF – ein Satz PHP-Klassen, die die Erzeugung von XSPF-Dateien mit PHP so einfach wie möglich machen sollen.
- XSPF for Ruby – eine Ruby-Bibliothek zur Erzeugung und zum Einlesen
- JointRadio – erzeugt XSPF-Dateien anhand von RSS-Feeds mit MP3-Dateien
- XSPF Web Music Player – quelloffener XSPF-Spieler für den Webbrowser
- foobar2000 mittels der foo_xspf-Erweiterung
- Tomahawk
- Clementine

Viele weitere Anwendungen sind auf der Website gelistet.